# Pedro Nolasco Préndez Murúa

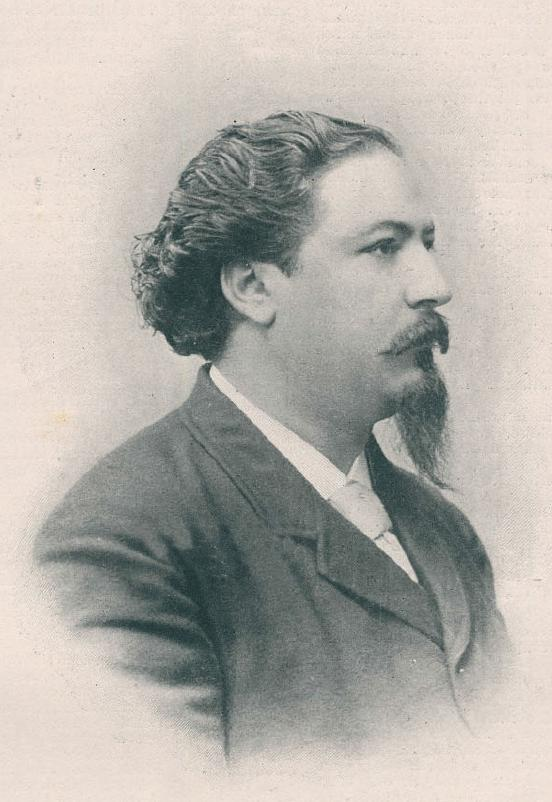
Pedro Nolasco Préndez Murúa.

Pedro Nolasco Préndez Murúa fue un poeta y diputado chileno, autor de varias colecciones de poesías.
De un espíritu cultivado, gran conversador y un comentador ingenioso de todo lo que lo rodeaba; un sentimental y un romántico.
Diputado suplente por Constitución, período 1888 a 1891. El diputado propietario, David Mac-Iver Rodríguez no se incorporó hasta el 21 de diciembre de 1888 y se supone que fue reemplazado por el suplente, Pedro Nolasco Préndez Murúa.
Falleció en Santiago, en el año 1907.